# Középessy László
Dusesdi Középessy László, névváltozata: Középesy László (Nagyvárad, 1908. február 11. – Gyula, 1969. november 14.) magyar tüdőgyógyász.

## Életpályája
Középesy Kálmán földbirtokos és Farkas Erzsébet fiaként született. Tanulmányait a budapesti Pázmány Péter Tudományegyetemen végezte, ahol 1931-ben szerzett orvosi diplomát, majd a budapesti Szent János Kórházban dolgozott, közben tüdőgyógyászati szakképesítést szerzett.
1940–1945 között Nagyváradon, a kórház fertőző osztályán volt főorvos, innen Cinkotára került, ahol 1945-től 1947-ig körzeti orvos volt. 1947-ben került Gyulára mint az Állami Kórház tüdőosztályának főorvosa. 1951-től pedig a Békés megyei Tüdőbeteg Intézet igazgató főorvosa lett. Gyulán érte a halál is, 1969. november 14-én hunyt el koszorúér-elzáródás következtében.
A Farkasréti temetőben helyezték nyugalomra.

## Munkássága
Vizsgálta a tüdőgümőkóros betegek otthonukban történő kezelhetőségének lehetőségeit.